# Greenomyia mongolica
Greenomyia mongolica är en tvåvingeart som beskrevs av Lastovka och Loïc Matile 1974. Greenomyia mongolica ingår i släktet Greenomyia och familjen svampmyggor. Arten är reproducerande i Sverige. Inga underarter finns listade i Catalogue of Life.